# Miloš Kostić
Miloš Kostić, slovenski nogometaš in trener, * 23. november 1971, Ljubljana.
Kostić je nekdanji profesionalni nogometaš, ki je igral na položaju branilca. Celotno kariero je igral za slovenske klube Svobodo, Vevče, Gorico, Olimpijo, Livar, Ljubljano in Grosuplje. Skupno je v prvi slovenski ligi odigral 124 tekem. Z Gorico je osvojil naslov slovenskega državnega prvaka v sezoni 1995/96 in SuperPokal leta 1996. Po končani karieri deluje kot trener, vodil je slovensko Krko, bosansko-hercegovski Željezničar, grške Acharnaikos, Iraklis in Trikala, albanski Luftëtari, belgijski Sint-Truiden ter slovensko reprezentanco do 17 in 19 let.